# Festival del Cine Venezolano
El Festival del Cine Venezolano es un evento cinematográfico hecho en Venezuela anualmente, desde 2005 en la ciudad de Mérida y a partir de 2024 en Margarita, donde compiten películas nacionales, muchas veces en estreno internacional, además de rendir homenaje a artistas y figuras consagradas del medio.
Es organizado por la Fundación para el Desarrollo de las Artes y la Cultura (Fundearc), que a su vez fue fundada por el director Luis Alberto Lamata en 1992 y declarado patrimonio regional en 2022.No debe ser confundido con el Festival de Cine Nacional, realizado también en Mérida desde 1980 hasta 1990.

## Palmarés histórico a Mejor película de ficción
- Manuela Sáenz (2005), de Diego Rísquez
- Secuestro Express (2006), de Jonathan Jakubowicz
- Postales de Leningrado (2007) de Mariana Rondón
- El enemigo (2008) de Luis Alberto Lamata
- Cheila, una casa pa' maita (2009) de Eduardo Barberena
- Taita Boves (2010) de Luis Alberto Lamata
- El rumor de las piedras (2011) de Alejandro Bellame
- Patas arriba (2012) de Alejandro García Wiedeman
- Piedra, papel o tijera (2013) de Hernán Jabes
- El regreso (2014) de Patricia Ortega
- Tres bellezas (2015) de Carlos Caridad-Montero
- El malquerido (2016) de Diego Rísquez
- El amparo (2017) de  Rober Calzadilla
- Hijos de la sal (2018) de los hermanos Andrés Eduardo y Luis Alejandro Rodríguez
- Historias pequeñas (2019) de Rafael Marziano Tinoco
- Un destello interior (2020) de los hermanos Andrés Eduardo y Luis Alejandro Rodríguez
- Especial (2021) de Ignacio Márquez
- Yo y las bestias (2022) de Nico Manzano
- Simón (2023) de Diego Vicentini
- La sombra del Catire (2024) de Jorge Hernández Aldana

## Palmarés histórico a Mejor película documental
Aún y cuando el FCV se ha enfocado en los largometrajes de ficción venezolanos como su principal atractivo, en ocasiones se encontró con la posibilidad de reunir documentales, bien fuese para muestras no competitivaso para premiarlos, con una diversidad de categoríaso solo otorgando un galardón principal con algunas menciones:
- Tocar y Luchar (2006), de Alberto Arvelo Mendoza
- El Niño Shuá (2007), de Patricia Ortega
- Érase una vez en Venezuela, Congo Mirador (2020), de Anabel Rodríguez Ríos
- La Causa (2021), de Andrés Figueredo
- Crudo (2022), de John Robertson
- La Plaza (2023), de Andrés Agustí y Niños de las Brisas (2023), de Marianela Maldonado ex aequo
- La candidata (2024), de Ronald Rivas Casallas y Emil Guevara Malavé